# Cortazar (kommun)
Cortazar är en kommun i Mexiko.   Den ligger i delstaten Guanajuato, i den centrala delen av landet, 220 km nordväst om huvudstaden Mexico City.
Följande samhällen finns i Cortazar:
- Cortazar
- Cañada de Caracheo
- De Parral
- Santa Fe de la Purísima
- Colonia la Calzada
- La Mocha
- Bellavista
- Sauz de Fuentes
- El Jilote
- Colonia de Fuentes
- San Francisco de los León
- Loma Linda
- La Concepción
- El Salitre
- Mandinga
- Nuevo Ejido de Merino
- El Colorado
- La Purísima
- San José Cerro Gordo